# Erna Blencke
Erna Blencke (* 25. Juli 1896 in Magdeburg; † 21. Juni 1991 in Bad Soden am Taunus), Schülerin von Leonard Nelson, arbeitete als Pädagogin und Politikerin innerhalb des Deutschen Reichs und in der Emigration gegen die NS-Herrschaft. In den 1950er Jahren spielte sie als Leiterin der Heimvolkshochschule Springe eine wichtige Rolle beim Aufbau der gewerkschaftlichen Bildungsarbeit nach dem Ende des Zweiten Weltkriegs.

## Leben bis 1933
Erna Blenckes Vater war Prokurist in Magdeburg. Sie erhielt 1917 die Lehrbefähigung für Volksschulen und studierte von 1919 an an der Georg-August-Universität Göttingen Mathematik, Physik, Philosophie und Pädagogik. Sie war hier auch Schülerin von Leonhard Nelson und konnte 1923 das Staatsexamen für das Lehramt an höheren Schulen ablegen.
Von Herbst 1923 bis Mai 1933 war Erna Blencke an Schulen in Frankfurt am Main und in Hannover tätig. Von ihrer Stelle als Studienrätin in Frankfurt sei sie freiwillig an eine Volksschule nach Hannover gewechselt, nach Beatrix Herlemann „an eine reformpädagogische Sammelschule in Hannover“. Neben ihrer schulischen Tätigkeit unterrichtete Blencke auch am Landerziehungsheim Walkemühle und engagierte sich im Deutschen Lehrerverein, im Freidenkerverband und war Funktionärin des Internationalen Sozialistischen Kampfbundes (ISK).

## Widerstand und Emigration
Aufgrund des Gesetzes zur Wiederherstellung des Berufsbeamtentums wurde Erna Blencke im Mai 1933 aus politischen Gründen aus dem Schuldienst entlassen, lebte vom Brothandel und leistete Widerstandsarbeit, wobei der Brothandel zugleich zur Tarnung der illegalen Arbeit des ISK diente. Blencke baute vor allem im Raum Hannover ISK-Gruppen auf und wurde 1937 die Leiterin der ISK-Widerstandsarbeit im gesamten Deutschen Reich.
1938 fiel eine Reihe von ISK-Mitgliedern einer Verhaftungswelle zum Opfer, was Erna Blencke zur Flucht veranlasste. Wie notwendig das war, zeigt das folgende Zitat: „Mehrere Mitglieder und Anhänger wurden auch in Hannover verhaftet. Eberhard, der Inlandsleiter, konnte wie auch Blencke und Dannenberg ins Ausland fliehen. Drei ISK-Mitglieder aus Hannover wurden vom Volksgerichtshof zu Haftstrafen von bis zu vier Jahren verurteilt. Rieloff wurde jedoch auf Grund entlastender Zeugenaussagen freigesprochen. Er floh im Spätsommer 1939 nach Frankreich. Nach der weitgehenden Zerschlagung der ISK wurde auf formelle Organisationen verzichtet.“
Erna Blencke flüchtete über die Schweiz nach Frankreich, wo sich in Paris der Sitz der ISK-Auslandsleitung befand. Unter dem Pseudonym Rosa Fricke schrieb sie für die Sozialistische Warte und war Mitglied im Verband deutscher Lehreremigranten.
Nach Ausbruch des Zweiten Weltkriegs wurde Erna Blencke 1939 interniert. Sie konnte Anfang Juli 1940 aus dem Lager Gurs fliehen und gelangte im April 1941 mit Hilfe internationaler Hilfskomitees über Portugal und Puerto Rico in die USA. Sie blieb dort weiterhin politisch aktiv und arbeitete in vielen Organisationen mit, unter anderem im American Labor Education Service (ALES), der International Ladies Garment Workers Union (ILGWU), der International League for Human Rights, der Sozialistischen Partei Amerikas, der Civil Rights Union und der National Association for the Advancement of Colored People (NAACP). Reimut Schmitt erwähnt darüber hinaus ihr Engagement im deutschsprachigen Zweig des Workmen’s Circle und ihre Mitgliedschaft im Jewish Labor Committee. Erna Blencke selber verweist noch auf ihre „Hilfstätigkeit für Freunde in Deutschland“, die sie vermutlich in der Nachkriegszeit ausübte.

## Rückkehr nach Deutschland
Im März 1951 kehrte Erna Blencke nach Deutschland zurück. Sie folgte einer Bitte des Deutschen Gewerkschaftsbundes in Hannover, der sie gebeten hatte die Leitung der Heimvolkshochschule Springe zu übernehmen. Diese Funktion übte sie bis 1954 aus und übersiedelte dann nach Frankfurt am Main, wo sie weiter in der Erwachsenenbildung tätig blieb. Erna Blencke leitete Sokratische Gespräche und kümmerte sich um den Aufbau der Archive von Leonard Nelson, des ISK und von Minna Specht. Diese Archive befinden sich heute überwiegend im Bestand des Archivs der sozialen Demokratie.
In den 1960er und 1970er Jahren engagierte sich Erna Blencke im Vorstand der SPD in Frankfurt am Main, und von 1978 bis 1982 war sie Vorsitzende der Philosophisch-Politischen Akademie.

## Ehrungen
In Göttingen (Lage) und Hannover (Lage) gibt es je einen nach ihr benannten Erna-Blencke-Weg.

## Werke
- Zur Geschichte der Neuen Fries’schen Schule und der Jakob Friedrich Fries-Gesellschaft, in: Archiv für Geschichte der Philosophie, Vol. 60 (2), 1978, S. 199–208
- „Hakenkreuz am Galgen“, in: M. Köttenheinrich, U. Neveling, U. Paetzold, H. Schmidt (Hg.): Rundfunkpolitische Kontroversen. Zum 80. Geburtstag von Fritz Eberhard, Europäische Verlagsanstalt, Frankfurt am Main und Köln 1976, ISBN 978-3-434-00321-2, S. 467 ff.
- Im Katalog der Deutschen Nationalbibliothek sind 34 Publikationen von Erna Blencke aufgeführt, fast ausschließlich Veröffentlichungen in der Sozialistischen Warte in den Jahren 1938 bis 1940.